# Coat of Arms
Albums de Sabaton
The Art of War
(2008) Carolus Rex
(2012)
Coat of Arms est le cinquième album du groupe suédois de heavy metal Sabaton.

## Liste des titres
| 1.    | Coat of Arms (Au sujet de la Guerre italo-grecque durant la Seconde Guerre mondiale et la bataille des Thermopyles en -480)                 | 3:34 |
| 2.    | Midway (Au sujet de la bataille de Midway)                                                                                                  | 2:29 |
| 3.    | Uprising (Au sujet de l'Insurrection de Varsovie)                                                                                           | 4:55 |
| 4.    | Screaming Eagles (Au sujet de la 101e division aéroportée et du siège de Bastogne)                                                          | 4:07 |
| 5.    | The Final Solution (Au sujet de l'Holocauste)                                                                                               | 4:56 |
| 6.    | Aces In Exile (Au sujet des pilotes de chasse polonais, tchèques et canadiens ayant aidé les Britanniques lors de la bataille d'Angleterre) | 4:22 |
| 7.    | Saboteurs (Au sujet de la Résistance norvégienne durant la Seconde Guerre mondiale)                                                         | 3:15 |
| 8.    | Wehrmacht (Au sujet des soldats allemands ordinaires de la Wehrmacht)                                                                       | 4:14 |
| 9.    | White Death (Au sujet du tireur d'élite finlandais Simo Häyhä durant la Guerre d'Hiver)                                                     | 4:10 |
| 10.   | Metal Ripper | 3:52 |
|       | Bonus Tracks |      |
| 11.   | Coat Of Arms (Instrumental) | 3:34 |
| 12.   | Metal Ripper (Instrumental) | 3:46 |
| 47:14 | |      |

## Line-up de l'album
- Joakim Brodén – Chants
- Rickard Sundén – Guitares
- Oskar Montelius – Guitares
- Pär Sundström – Basse
- Daniel Mullback – Batterie
- Daniel Mÿhr – Claviers